# Università telematica "Leonardo da Vinci"
L'Università telematica Leonardo da Vinci (acronimo UniDav) è un'università non statale, sorta per volontà dell'università degli Studi "Gabriele d'Annunzio" e della Fondazione Ud'A (Fondazione Università Gabriele D'Annunzio). Costituisce il Campus online dell'Università G. D'Annunzio ed eroga i suoi servizi esclusivamente online. Legalmente riconosciuta, i titoli acquisiti hanno lo stesso valore di quelli rilasciati dalle università tradizionali, ed è stata istituita per decreto ministeriale dal MIUR il 27 ottobre 2004.

## Sede

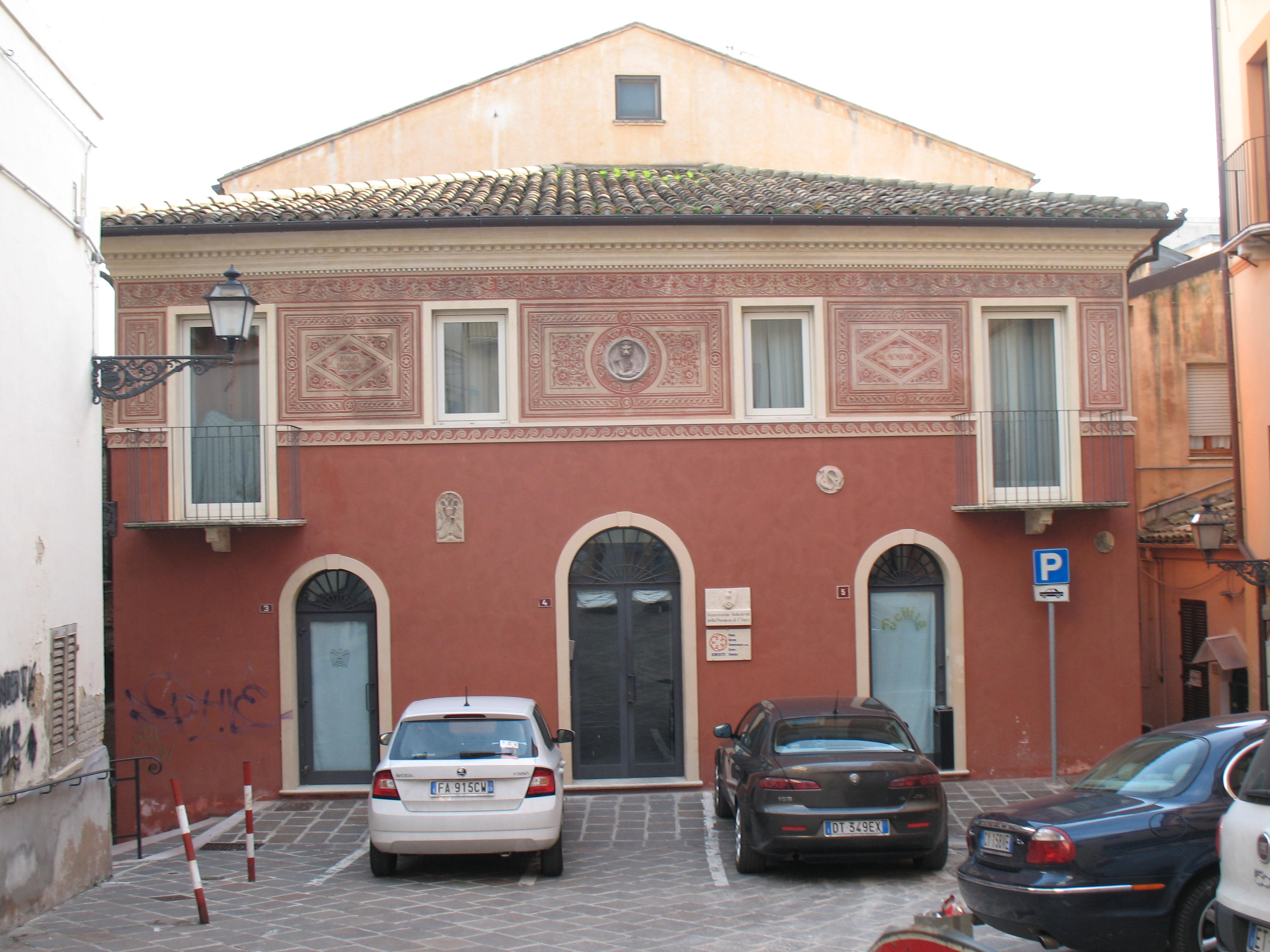
La sede della segreteria nel Palazzo Veneziani di Chieti

Si trova in una moderna palazzina situata dietro Piazza San Rocco nel comune di Torrevecchia Teatina, in Piazza San Rocco 2. L'edificio affianca la parrocchia di San Rocco e lo storico Palazzo settecentesco dei marchesi Valignani di Chieti, fatto costruire da Federico Valignani, anch'esso usato sovente per i corsi universitari.
Uno sportello della segreteria telematica, adibito anche per le sedute di laurea, è stato inaugurato nel Palazzo Veneziani nel centro storico di Chieti.

## Facoltà e dipartimenti
L'ateneo è articolata in un unico dipartimento: Scienze Umane, Giuridiche e dell’Economia. 
L'università dispone di un percorso universitario Triennale in Scienze dell'Educazione e della Formazione e di un percorso Magistrale a ciclo unico in Giurisprudenza.
Il corso Triennale in Scienze dell'Educazione e della Formazione offre due indirizzi curriculari: Educatore Sociale e Educatore nei Servizi per l'Infanzia.
Il percorso di studi Magistrale a ciclo unico in Giurisprudenza offre indirizzi in: Professioni Legali, Legale delle amministrazioni pubbliche, Legale in scienze criminalistiche e Diritto ed economia dell'impresa.
L’Università offre inoltre master di I e II livello in Educazione e formazione, Economia e management, Salute e benessere, in Nutrizione e clinica sportiva, nonché numerosi corsi di Alta formazione e di perfezionamento.